# Aufrecht stehen
Aufrecht stehen – für Herbert Belter, Ernst Bloch, Werner Ihmels, Hans Mayer, Wolfgang Natonek, Siegfried Schmutzler ist ein Gemälde des Leipziger Malers Reinhard Minkewitz von 2015.

## Entstehungsgeschichte
Das Bild wurde von dem Leipziger Schriftsteller Erich Loest in Auftrag gegeben und – nach zwei Vorstudien (Entwurf I und II) aus den Jahren 2007 und 2010–2015 fertiggestellt. Es zeigt die im Bildtitel genannten politischen Opfer des DDR-Regimes in den ideologischen Auseinandersetzungen der 1950er und 1960er Jahre an der Karl-Marx-Universität zu Leipzig. Minkewitz und Loest, der selbst in Leipzig studiert hatte, verstanden es als eine Antwort auf Werner Tübkes altmeisterliches Riesengemälde Arbeiterklasse und Intelligenz, das die sog. „Sieger der Geschichte“ zeigt. Beide Gemälde hängen heute im Leipziger Universitätsgebäude. Noch im Umfeld der Vorstellung des Entwurfes I (2007) kritisierte „Loest eine nach seiner Ansicht verbreitete »rüpelhafte« Geschichtsvergessenheit von Universität und Öffentlichkeit. Tübke, so klagt er, verherrlichte [die] Kraft, die »die vom Bürgertum geschaffene Universität« und damit die »humanistische Seele Leipzigs« zerstörten.“

## Bildinterpretation

### Zur Form
Im Unterschied zum Entwurf I, der im äußeren Aufbau einem Altarbild (mit Opferthematik), hier: einem Triptychon ohne Predella vergleichbar ist, verblasst im Entwurf II und in der Endfassung, die aus einem einzigen, über neun Meter langen und 2,60 Meter hohen Bild besteht, die (vordergründige) religiöse Konnotation; letztere können aber aus der Bildgenese heraus formal auch i. S. eines (in Renaissance und Barock reduzierten) Altarblatts interpretiert werden.

### Dargestellte Personen
Zu sehen sind, von links nach rechts:
- Herbert Belter (1929–1951), der als Student 1950 Flugblätter für die Meinungsfreiheit verteilte und von einem sowjetischen Militärgericht zum Tode verurteilt wurde,
- Georg-Siegfried Schmutzler (1915–2003), evangelisch-lutherischer Studentenpfarrer, der in einem Schauprozess 1957 zu fünf Jahren Zuchthaus verurteilt wurde, von denen er vier Jahre verbüßte,
- Werner Ihmels (1926–1949), ein Aktivist christlicher Jugendarbeit, der 1947 vom sowjetischen Geheimdienst verhaftet wurde und während der Haft in Bautzen starb,
- Wolfgang Natonek (1919–1994), ein liberaler Demokrat und Vorsitzender des ersten Studentenrates, der 1948 verhaftet, zu 25 Jahren Arbeitslager verurteilt und 1956 entlassen wurde,
- der Philosoph Ernst Bloch (1885–1977), der 1956 aus ideologischen Gründen zwangsemeritiert wurde,
- der Germanist Hans Mayer (1907–2001), der 1963 wegen politischer Differenzen ab 1956 nicht mehr in die DDR zurückkehrte, und
- Erich Loest (1926–2013) (in Rückenansicht im Gespräch mit Bloch und Mayer), der als Student 1957 verhaftet, zu siebeneinhalb Jahren Zuchthaus verurteilt und 1963 entlassen wurde.

Während die ersten vier Figuren stehen, sitzen die letzten drei – ein Hinweis darauf, dass sie zumindest ideell und anfänglich das DDR-System bejahten, gegen das die anderen früh aufbegehrten? Bloch und Mayer waren schließlich auch Nationalpreisträger der DDR, bevor sie nach Westdeutschland gingen.

### Maltechnik und Setting
Die Vorderansicht des Bildes ist im Kontrast zu Tübkes polychromem Gemälde in Grisailletechnik – eine Reprise mittelalterlicher Tafelmalerei – ausgeführt: „Bleierne Zeit. Bleierne Farben.“ (Ingeborg Ruthe) „Seine allegorienschwangere Tiefsinnigkeit verweist nebst figürlichen Manierismen und surrealer Räumlichkeit auf genau jene Leipziger Schule, die Tübke einst begründen half.“ (Günter Kowa) Es zeigt neben den Figuren zerbrochene Steinplatten, die auf Caspar David Friedrichs Gemälde Das Eismeer (bis 1965 Die Gescheiterte Hoffnung [!]) anspielen. Zudem erinnert das Setting einer Ruinenlandschaft an die gleichzeitige Sprengung der im Hintergrund im Aufriss sichtbaren, nahezu unversehrten Leipziger Paulinerkirche und des kriegsbeschädigten Augusteums mit seiner klassizistischen Fassade im Jahre 1968 und ist gewissermaßen (von der Zeitebene der Figuren aus) als prophetische Antizipation bzw. (von der Zeitebene des Malers aus) als Vaticinium ex eventu der Zerstörung (nicht nur der Baulichkeiten) der bürgerlichen Universität interpretierbar.

## Abbildungen der Bildfassungen
- Endfassung (2015, Grisailletechnik, >900 cm × 260 cm)[8][9]
- Entwurf II (2010)[2] (Mischtechnik auf Leinwand, 410 cm × 84 cm)[10] „im Mai 2010 der Medienstiftung der Sparkasse Leipzig übergeben und hängt im Mediencampus Villa Ida, Menckestrasse 27[,] Leipzig“.[9]
- Entwurf I (2007)[2] (im Maßstab ca. 1 : 4, 3-teilig, Tempera, Öl auf Holz, linke und rechte Tafel jeweils 65 cm × 26 cm, Mitteltafel 65 cm × 198 cm)[11] – „Er hängt dauerhaft im Erich-Loest-Haus in Mittweida.“[9]